# Coloninha (Arroio do Tigre)
Coloninha é um distrito do município de Arroio do Tigre, no Rio Grande do Sul . O distrito possui  cerca de 700 habitantes e está situado na região nordeste do município .